# Heidekampgraben
Der Heidekampgraben ist ein Wassergraben im Berliner Urstromtal. Er liegt im Berliner Bezirk Treptow-Köpenick, in seinem Südteil auf der Grenze zum Bezirk Neukölln. Das heute weitgehend stehende, rund 3,5 Kilometer lange Gewässer verbindet den zwischen 1900 und 1906 gebauten Britzer Verbindungskanal mit der Spree im Treptower Park. Die ursprüngliche Quelle des Heidekampgrabens lag südlich des Kanals auf dem Gelände der Späthschen Baumschule im nach ihr benannten Ortsteil Baumschulenweg.
Während der Deutschen Teilung markierte der südliche Grabenteil die Grenze zwischen West- und Ost-Berlin. Nach der Wende und der Maueröffnung wurde entlang des Grabens auf einer Länge von 2,5 Kilometern der Grünzug Heidekampgraben mit Spiel- und Erholungsflächen, Brücken und Stegen angelegt, zum Teil als naturschutzrechtliche Ersatzmaßnahme für die Beeinträchtigungen in Natur und Landschaft durch den Bau der Bundesautobahn 113 am Teltowkanal. Der Grünzug ist Teil des Berliner Mauerweges.

## Verlauf des Grabens
Der Heidekampgraben beginnt westlich der Baumschulenbrücke am Britzer Verbindungskanal. Er liegt in seinem südlichen Teilstück auf dem Gebiet des Treptow-Köpenicker Ortsteils Baumschulenweg auf der Grenze zu Neukölln. Die ersten rund 150 Meter vom Kanal bis zur Heidekampbrücke der Neuköllnischen Allee / Forsthausallee wird der Graben in einer Kleingartenkolonie unterirdisch verrohrt geführt. An der Brücke tritt das Wasser nach Norden aus einem Gitter aus. Der nun sichtbare Graben hat hier eine Breite von rund 25 Metern, die Sohlenbreite beträgt rund drei Meter.

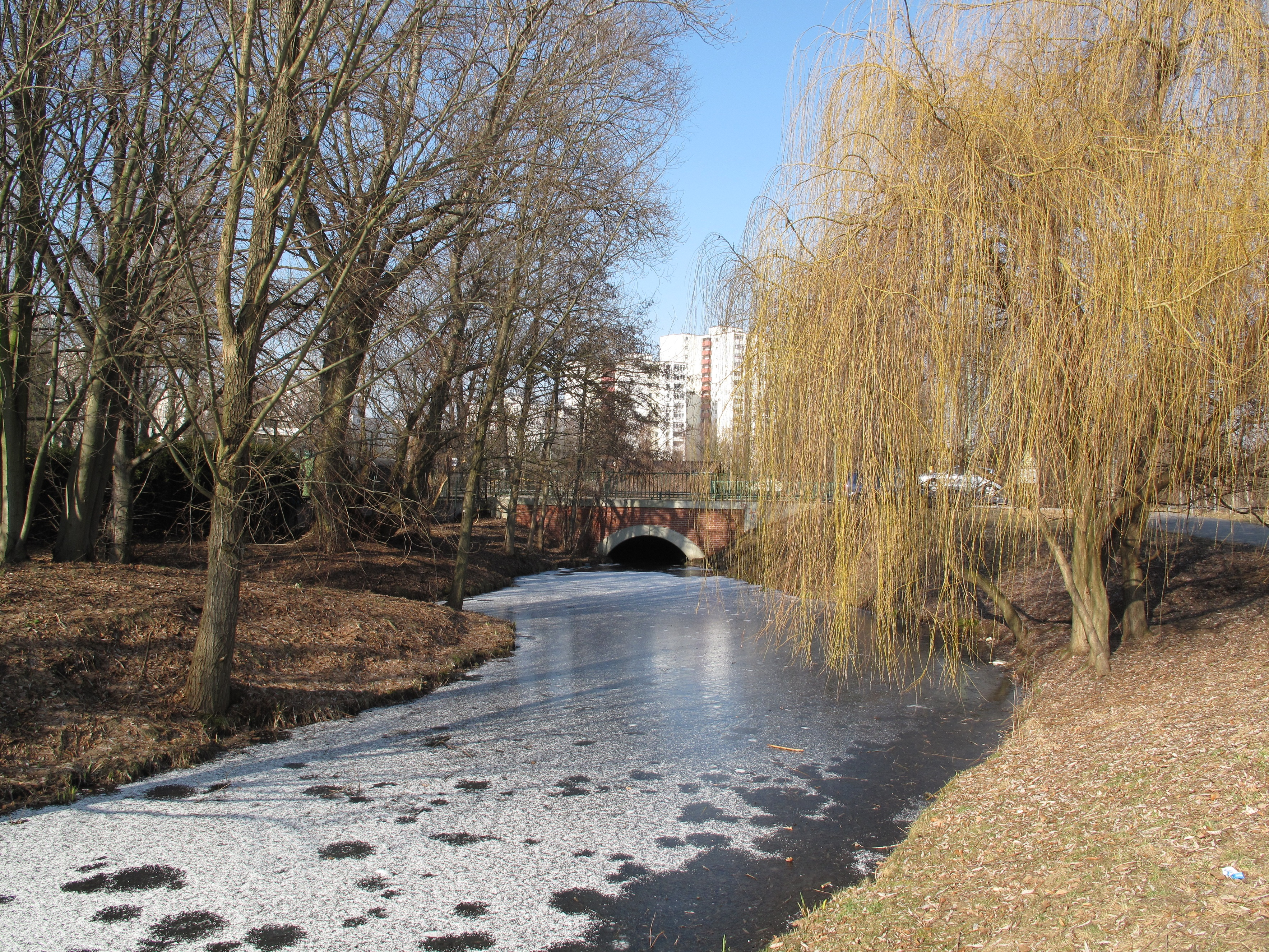
Brücke am Dammweg

Kurz nach der Brücke erreicht er die High-Deck-Siedlung, eine Großsiedlung der 1970er / 1980er Jahre mit rund 6.000 Bewohnern in Neukölln. Das städtebauliche Konzept der namensgebenden High-Decks – hochgelagerte, begrünte Wege – zur baulich-funktionalen Trennung von Fußgängern und Autoverkehr galt in der Bauzeit der Siedlung als innovativ. Der Graben begrenzt die Siedlung nach Osten, umläuft sie nach Unterquerung der Sonnenallee in einer Ost-Schleife und wendet sich anschließend nach Nordwesten. Östlich des S-Bahnhofs Köllnische Heide quert er die Verbindungsbahn Baumschulenweg–Neukölln. An der S-Bahn-Trasse wechselt der Graben vom Ortsteil Baumschulenweg zum gleichfalls Treptow-Köpenicker Ortsteil Plänterwald. Im weiteren Verlauf verengt sich die Sohlenbreite teilweise auf rund einen Meter; zudem wird das Wasser hier nicht mehr vertieft in einem Graben geführt, sodass die Sohlen- und Grabenbreite identisch ist.
Nach dem Dammweg knickt er wieder strikt nach Norden ab und führt durch weitere Schrebergärten zur Kiefholzstraße, an der seine Westseite das Neuköllner Gebiet und die ehemalige innerdeutsche Grenze verlässt; beide Grabenseiten liegen nunmehr im Ortsteil Plänterwald. Am S-Bahnhof Plänterwald unterquert er die Trasse der Görlitzer Bahn, passiert erneut eine Laubenkolonie und gelangt nach der Straße Am Treptower Park in den gleichnamigen Park im Ortsteil Alt-Treptow. In dem 88,2 ha großen Park, der zwischen 1876 und 1888 nach Plänen des Städtischen Gartendirektors Gustav Meyer angelegt wurde, durchfließt der Heidekampgraben den Karpfenteich und wendet sich nach dem Austritt aus dem See nach Nordosten. Im Park erreicht die Sohlenbreite wieder bis zu drei Meter, im Mündungsbereich rund fünf Meter. Vorbei an der geschichtsträchtigen Archenhold-Sternwarte aus dem Jahr 1909 gelangt der Graben zur Spree, in die er am Gasthaus Zenner gegenüber der Insel der Jugend nach rund 3,5 Gesamt-Kilometern mündet.

## Naturraum und Geschichte
In der Zusammenstellung der Fließgewässer des Landes Berlin, II. Ordnung im Bezirk: Treptow-Köpenick, ist der Heidekampgraben unter den Nr. 26 (Nördlicher Heidekampgraben) und 28 (Südlicher Heidekampgraben) gelistet.

### Ursprüngliches Quellgebiet in der Königsheide
Die Quelle des Heidekampgrabens lag in einem Sumpf- und Heideland der Königsheide, die ein Relikt der ehemals ausgedehnten Waldgebiete der Köllnischen Heide südlich der Spree bildet. Das Fließ entwässerte das sandig-morastige Berliner Urstromtal im Bereich der Waldgebiete zur Spree. Im späten Mittelalter wurden die Talflächen der Spree besiedelt und weite Bereiche der Köllnischen Heide als Weideland genutzt. Mit der zunehmenden Industrialisierung und Urbanisierung wurden große Flächen für den Wohnungs- und Industriebau gerodet. Der Quellbereich des Fließes rückte an den Westrand der verbliebenen Königsheide. 1863 kaufte Franz Späth das Gelände, auf dem die Quelle lag, und errichtete im späteren Späthsfelde die seinerzeit größte Baumschule Europas.
Rund 300 Meter nördlich der noch heute bestehenden Baumschule führt seit 1900/1906 der Britzer Verbindungskanal (BVK), bis 1992 Britzer Zweigkanal genannt, vorbei. Die 3,39 Kilometer lange Bundeswasserstraße kürzt die Verbindung zwischen dem Teltowkanal und der Spree-Oder-Wasserstraße ab. Seit dem Bau des Kanals beginnt der Heidekampgraben, anfangs verrohrt, an dessen Nordufer an einem Kleingartengelände zwischen der Britzer Allee Brücke und Baumschulenbrücke. Das kurze südliche Teilstück des Heidekampgrabens vom Kanal bis zu seiner ehemaligen Quelle auf dem Baumschulengelände ist nicht mehr vorhanden beziehungsweise gleichfalls verrohrt. Ein künstlich gespeister Teich im Späth-Arboretum zeugt von der alten Quelle und ein altes verrostetes Geländer an der Späthstraße/Ecke Königsheideweg (gegenüber der KGA Britzer Allee) von dem alten Wasserlauf des Heidekampgrabens.

### Treptower Siegel- und Wappensymbol
Die Bauern nannten den Graben ursprünglich „Kuhgraben“ oder „Hedekampsche“. Der Name setzt sich zusammen aus Hede = niederdeutsche Bezeichnung für Heide und kamp = Lehnwort des lateinischen Wortes campus, das in der Regel ein eingehegtes Feld bezeichnet. Die Namen weisen darauf hin, dass der Bach als natürliche Feld- oder Weidebegrenzung genutzt wurde, möglicherweise auch als Tränke für die Rinder.
Der Mündungsbereich des Heidekampgrabens in die Spree gilt als Wiege Treptows. Das Vorwerck Trepkow oder Vorwerk Treptow, aus dem der Ort hervorging, lag sehr wahrscheinlich auf dem Gelände des heutigen Gasthauses Zenner. Zwar steht der Wasserlauf im Wappen des ehemaligen Stadtbezirks Treptow heute eher für die Spree und die Dahme, ursprünglich symbolisierte er jedoch die Gewässer am Ursprung Treptows: den Heidekampgraben und die Spree. Der Wappenvorläufer, ein Siegel der ehemaligen Landgemeinde Treptow aus der Zeit um 1875, zeigt deutlich einen Bach, der links unten in einen Fluss mündet.

### Kinder als Todesopfer an der Berliner Mauer

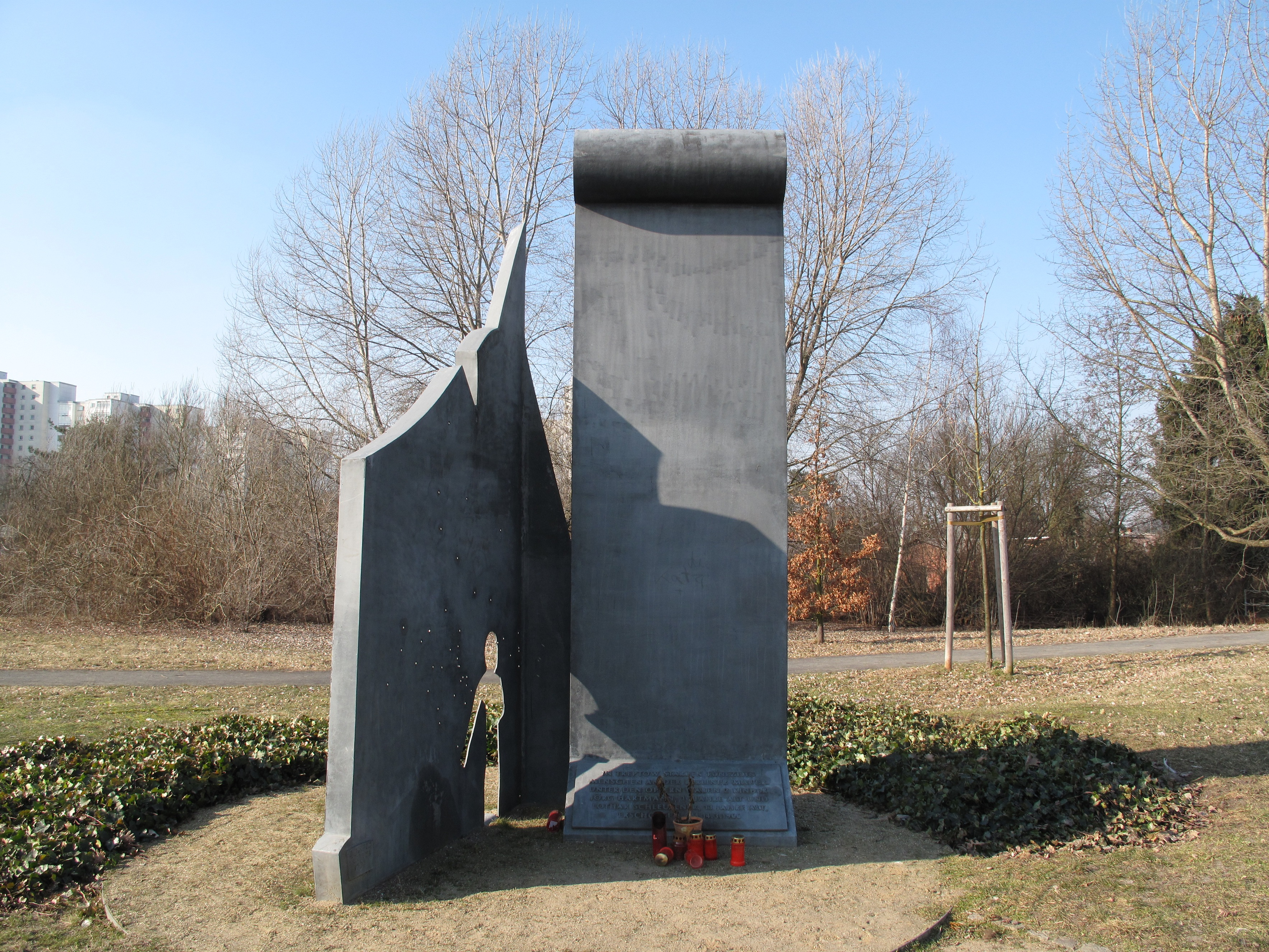
Mauerdenkmal im Grünzug Heidekampgraben, Mauerweg

Am 14. März 1966 wurden die beiden Kinder Jörg Hartmann und Lothar Schleusener von den Grenztruppen der DDR erschossen, als sie durch ein Rohr kriechen wollten, in dem der Heidekampgraben unter den Sperranlagen hindurchgeführt wurde. Die Kinder zählen mit 10 beziehungsweise 13 Jahren zu den jüngsten Todesopfer an der Berliner Mauer, die als Flüchtlinge an der Berliner Mauer ums Leben kamen. Obschon die Todesschüsse auch gegen geltendes DDR-Recht verstießen – die Schusswaffengebrauchsbestimmung der DDR untersagte den Gebrauch der Waffe gegen Kinder ausdrücklich – wurde der Vorfall von der Staatssicherheit vertuscht und geheim gehalten.
In Erinnerung an die 15 Menschen, die im Bezirk Treptow an der Berliner Mauer ums Leben kamen, wurde 1999 ein von den Bildhauern Rüdiger Roehl und Jan Skuin gestaltetes Denkmal errichtet. Das Mahnmal wurde an der Kiefholzstraße an der Stelle aufgestellt, an der Jörg Hartmann und Lothar Schleusener erschossen wurden. Die Tafel am Fuße des Mahnmals trägt die Inschrift:

„In Treptow starben fünfzehn Menschen an der Berliner Mauer. Unter den Opfern waren 2 Kinder. Jörg Hartmann, 10 Jahre alt und Lothar Schleusener, 13 Jahre alt, erschossen am 14.  3.  1966.“

Das Mauerdenkmal wurde 2006 in den neuen Grünzug Heidekampgraben integriert.

## Grünzug Heidekampgraben
Nach dem Abbau der Grenzanlagen wurde in mehreren Schritten beiderseits des Gewässers der Grünzug Heidekampgraben angelegt, der auf der Ostseite als Teil des Berliner Mauerwegs über 2,5 Kilometer vom Britzer Verbindungskanal bis zur Kiefholzstraße führt. Der Weg auf der Westseite ist als Route 2 Köllnische Heide – Heidekampgraben Teil des Gartenkulturpfads Neukölln. Mit Stand 2008 ist der Grünzug im Landschaftsplanverzeichnis Berlin gelistet, der die dem Bundesamt für Naturschutz gemeldeten Datensätze enthält.

### Ostseite, Mauerweg

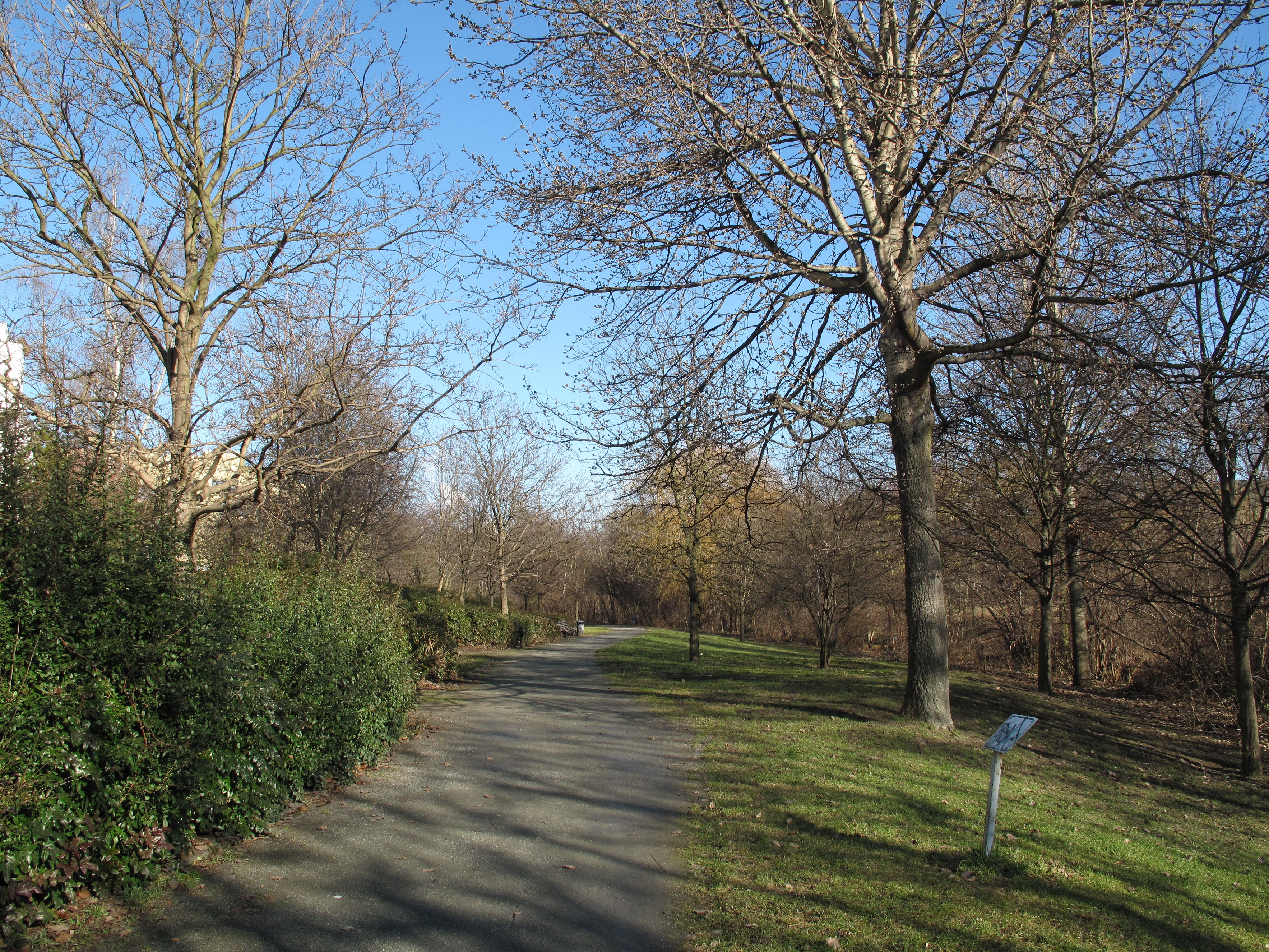
Grünzug an der High-Deck-Siedlung

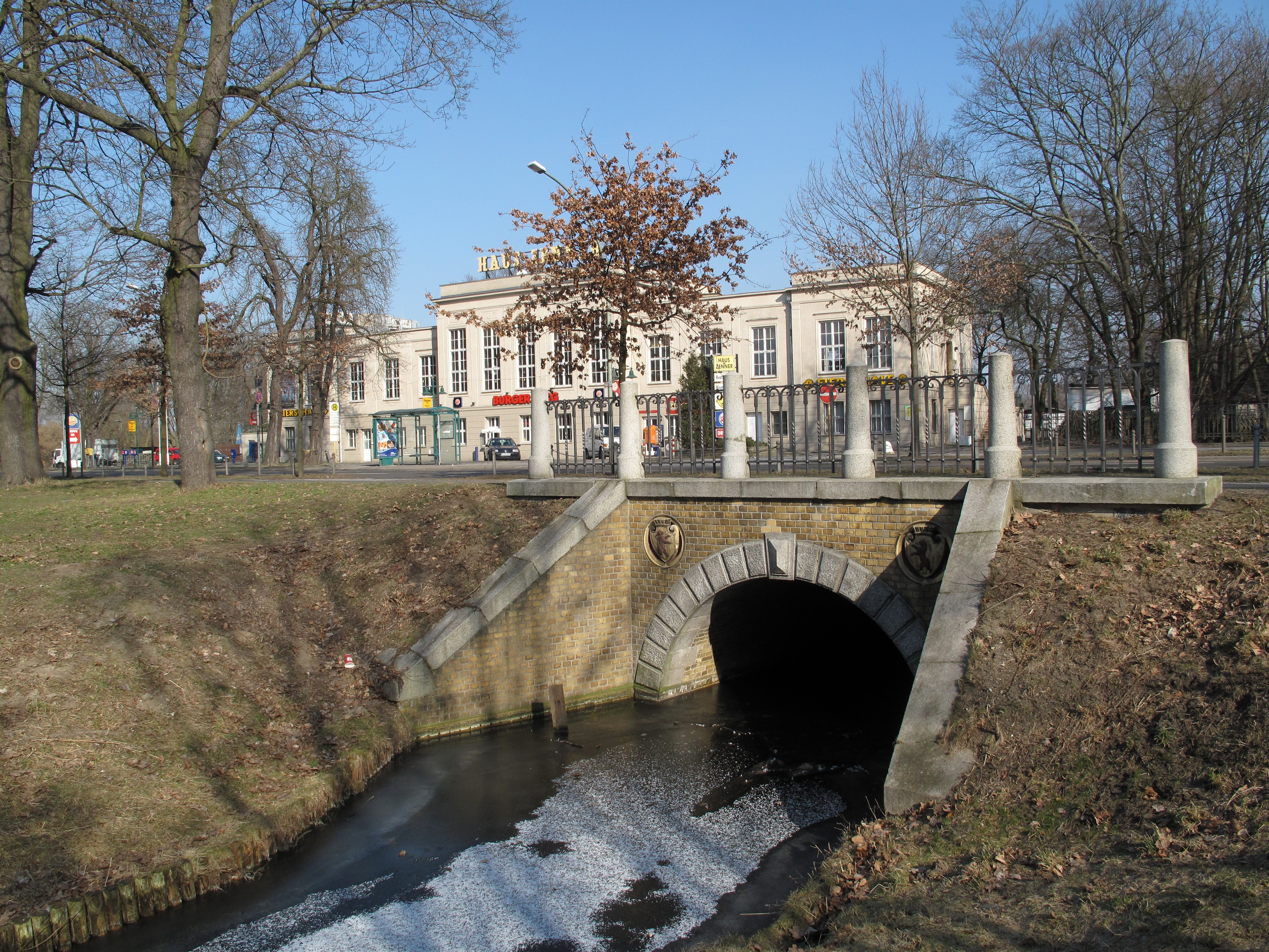
Brücke der Straße Alt-Treptow im Treptower Park; im Hintergrund das Gasthaus Zenner

Die Arbeiten auf den Treptower Brachflächen des ehemaligen Mauerstreifens wurden 2006 abgeschlossen. Sie erfolgten als naturschutzrechtliche Ersatzmaßnahme für die Beeinträchtigungen in Natur und Landschaft durch den Bau der Bundesautobahn 113 am Teltowkanal. Mit Gesamtkosten von rund 1,5 Millionen Euro wurde dabei unter anderem
als Bestandteil des überregionalen Mauerweges ein großzügiger, gemeinsamer Fuß- und Radweg realisiert und der Graben vegetativ rekultiviert. Die Gestaltung erfolgte nach Plänen des Magdeburger Landschaftsarchitekturbüros Lohrer und Hochrein, das sich in einem Wettbewerbe im Rahmen eines VOF-Verfahrens mit seinen Ideen durchgesetzt hatte.
Auf dem 10,5 Hektar umfassenden Grünzug entstanden entlang des von Eichen gesäumten Hauptweges und auf neuen Wiesen- und Rasenflächen Ruhebereiche mit Bankelementen und Spielflächen. Zahlreiche Nebenwege binden die umliegenden Wohngebiete an. In den Randbereichen erfolgte eine Ergänzung mit extensivem und intensivem Grün, blühenden Gehölzen und naturnahen Wiesen. In Teilbereichen wurde die Vegetation, die sich nach dem Abriss der Grenzanlagen entwickelt hatte – insbesondere Birken, Robinien und Trauerweiden – durch Wildfruchtgehölze ergänzt. Zahlreiche neue Holzbrücken über dem Heidekampgraben verbinden die bis 1990 getrennten Teile der Stadt.

### Ausbau der Westseite als Qualifizierungsmaßnahme
Auf der Neuköllner Westseite des Grabens wurden bereits in den 1980er Jahren Wege angelegt. Eine umfassende Neugestaltung erfolgte hier im Sommer 2001 an der High-Deck-Siedlung, die sich nach Wende durch Segregation zu einem Sozialen Brennpunkt entwickelt hatte.
Die Neugestaltung führte das 1999 eingerichtete Quartiersmanagement gemeinsam mit der Stattbau GmbH und der Senatsverwaltung für Stadtentwicklung im Sommer 2001 als Qualifizierungs- und Beschäftigungsmaßnahme für Bewohner der Siedlung durch. Die üppige Ruderal- und Spontanvegetation, die sich an dem ehemaligen Grenzfluss herausgebildet hatte, wurde ausgelichtet und der Wasserlauf wieder sichtbar gemacht. Angelegt wurden neue Grünflächen, Ruhezonen mit Bänken und ein Spielplatz. Kinder aus den angrenzenden Kitas und der Grundschule gestalteten eine Bank des Spielplatzes mit Fliesenmosaiken, pflanzten Stauden und beteiligten sich an der Gestaltung und Anlage eines Naturerkundungspfads. Die Projektkosten von rund 200.000 Euro wurden unter anderem aus dem Berliner Landesprogramm „Stadtweite Maßnahmen – ModInst stadtweit“ finanziert.

## Brücken und Durchlässe
Unter der Kiefholzstraße und der Verbindungsbahn Baumschulenweg–Neukölln wird das Wasser verrohrt geführt. Brückenbauten oder Durchlässe gibt es unter anderem an der Straße Alt-Treptow, der Straße Am Treptower Park und am Dammweg. Die Dammwegbrücke wurde 1998 abgerissen und als Bogenbrücke mit roten Klinkern neu gebaut. Der hohe Rundbogendurchlass der Görlitzer Bahn wurde im Zuge der Trassengrunderneuerung 2006/2009 saniert. Auf einem hölzernen Steg ist der Durchlass auch für Fußgänger passierbar. Namen tragen neben der Dammwegbrücke lediglich die Heidekampbrücke (Neuköllnische Allee/Forsthausallee) am südlichen sichtbaren Grabenbeginn und die Treptower Park-Brücke am Grabenschluss zur Spree. Wie die vier weiteren Parkbrücken besteht die Treptower Park-Brücke nach Restaurierungen 1995/96 aus Stahlträgern mit einer Stützweite von 5,25 m und ist mit einem 8 cm dicken Bohlenbelag versehen. Die Widerlager sind aus Stahlbeton gefertigt und mit Klinkern verblendet.

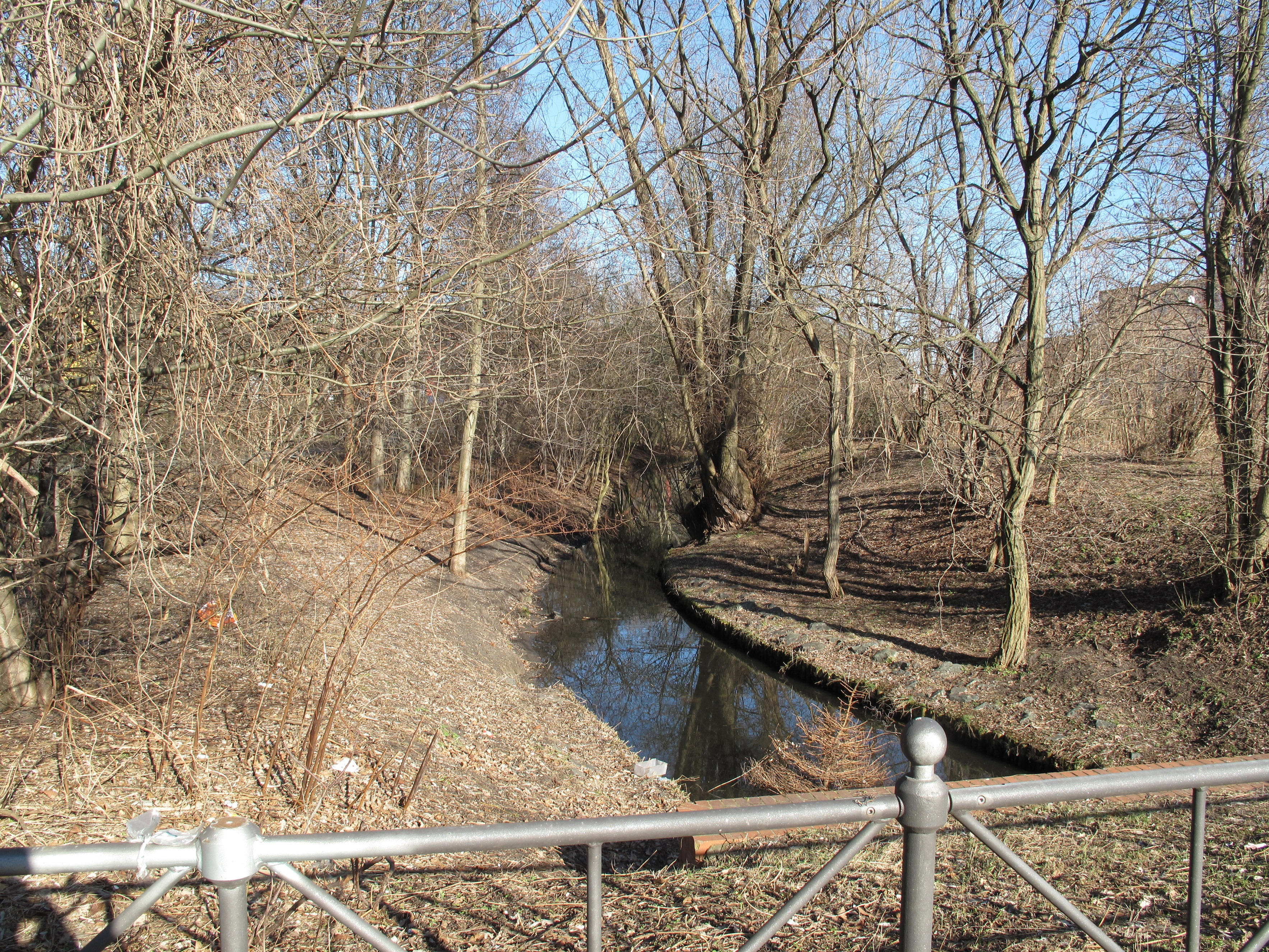
Austritt an der Heidekampbrücke der Neuköllnischen Allee/Forsthausallee
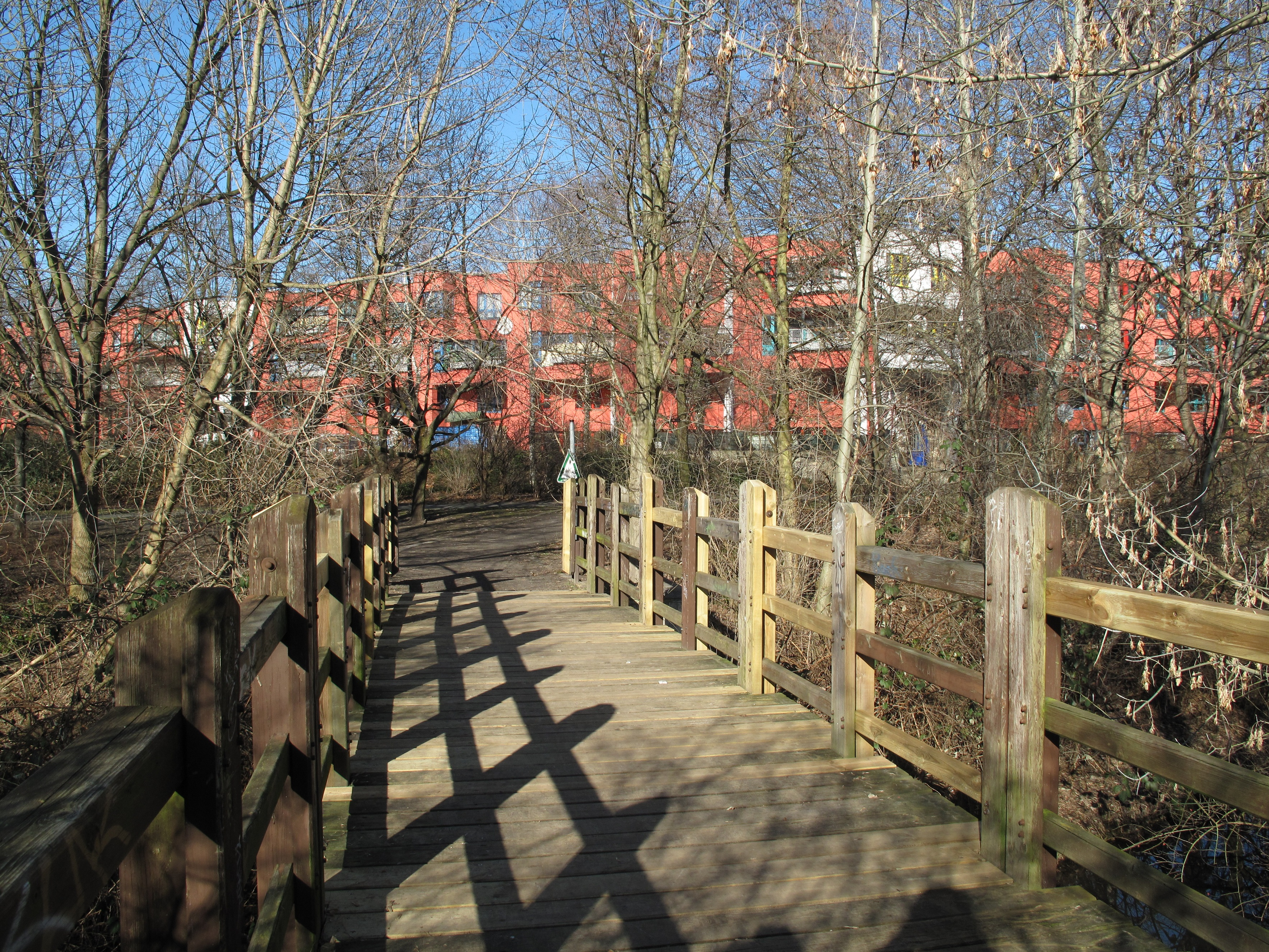
Holzbrücke an der High-Deck-Siedlung
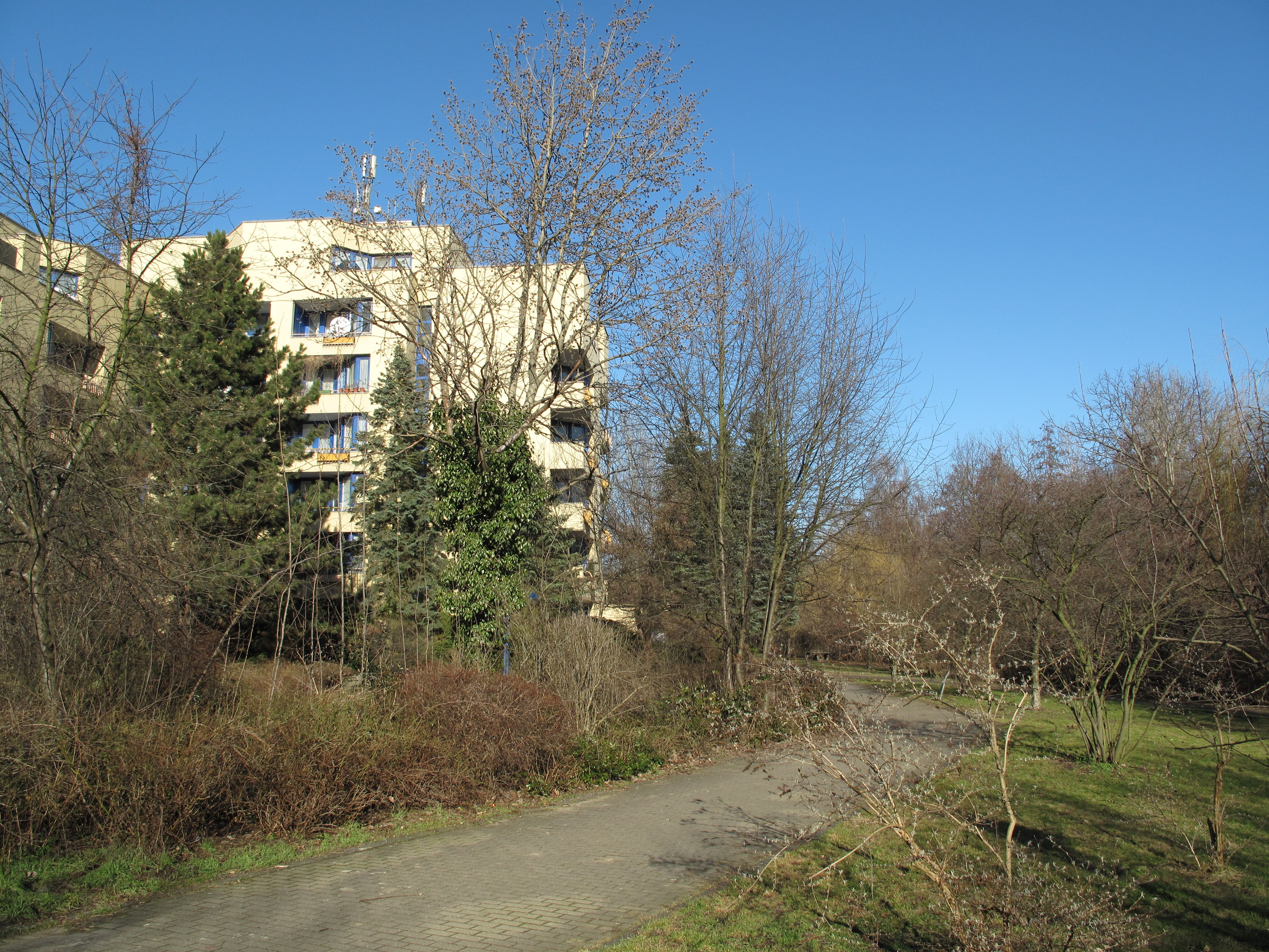
Grünzug an der High-Deck-Siedlung
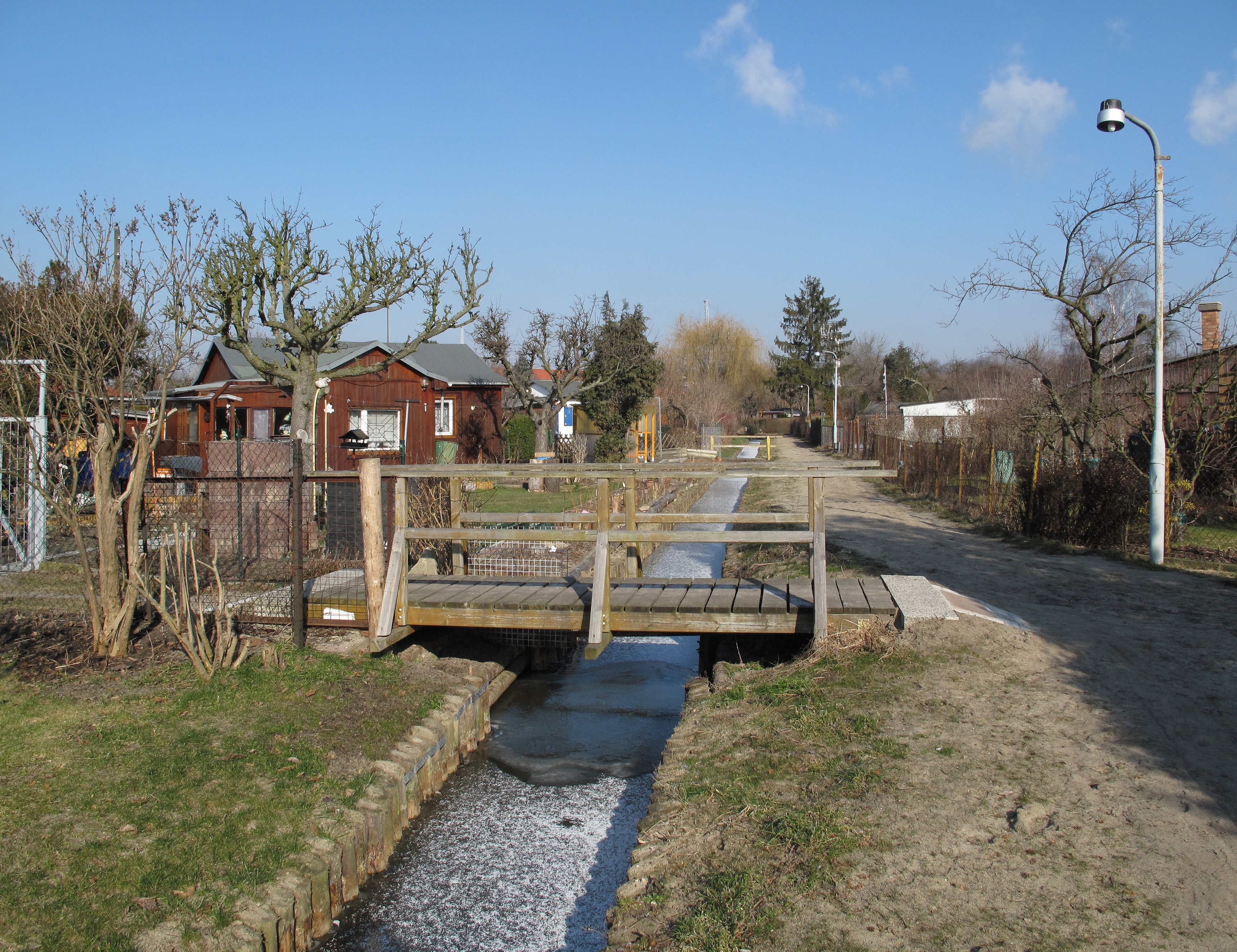
In den Laubenkolonien „Am Heidekampgraben“ (rechts) und „Sorgenfrei“
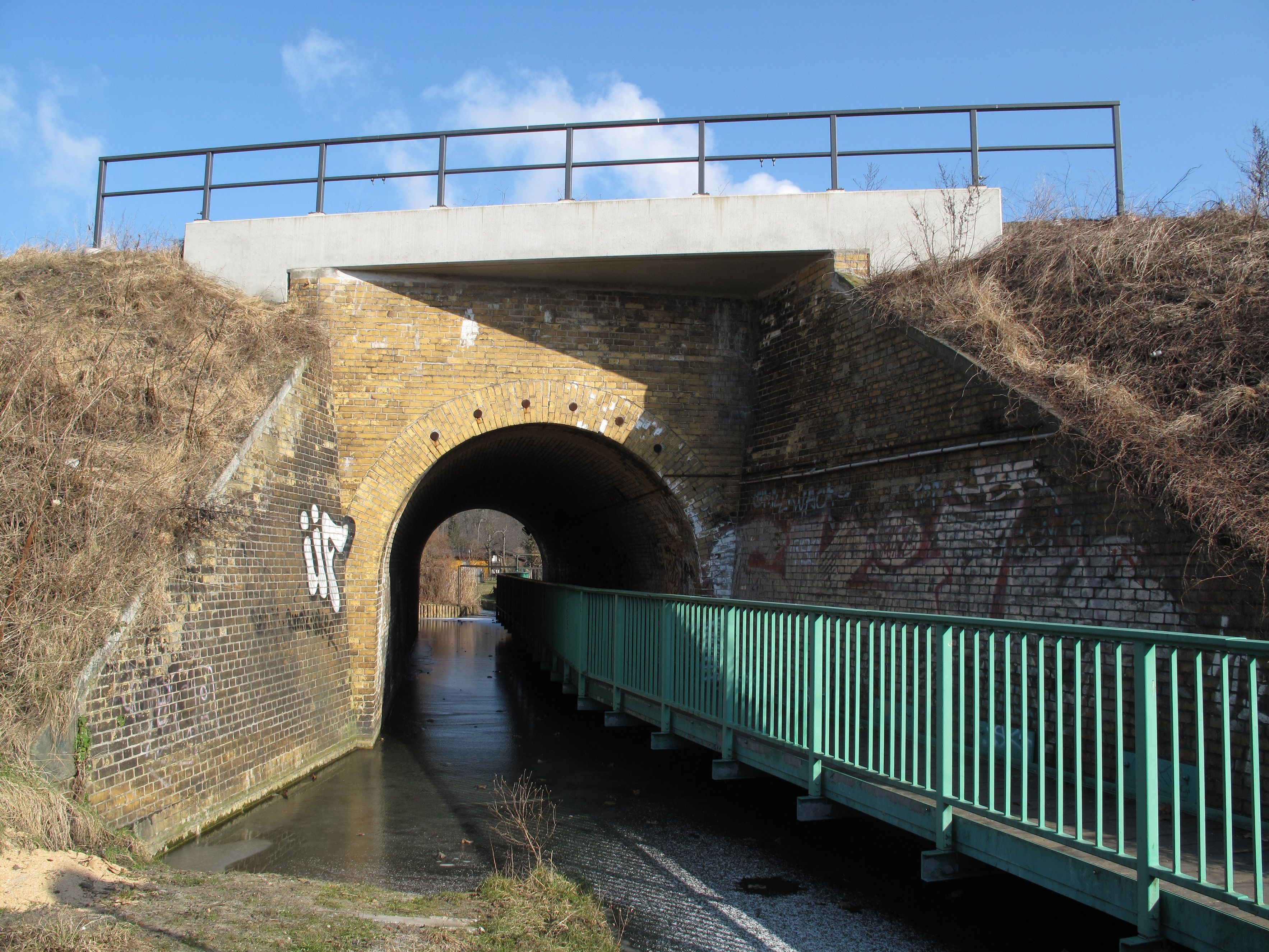
Brücke der Görlitzer Bahn mit Fußgängersteg
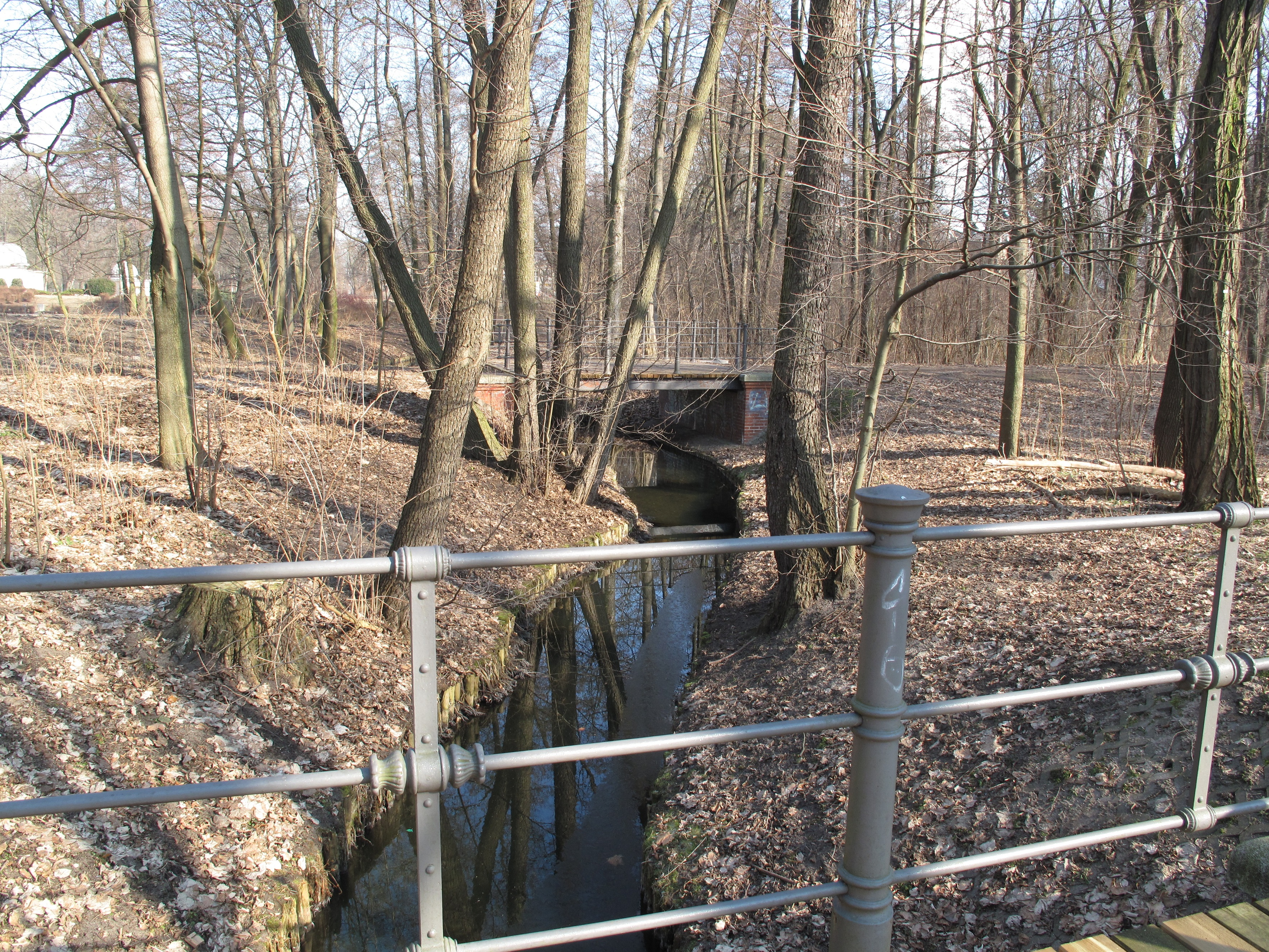
Im Treptower Park
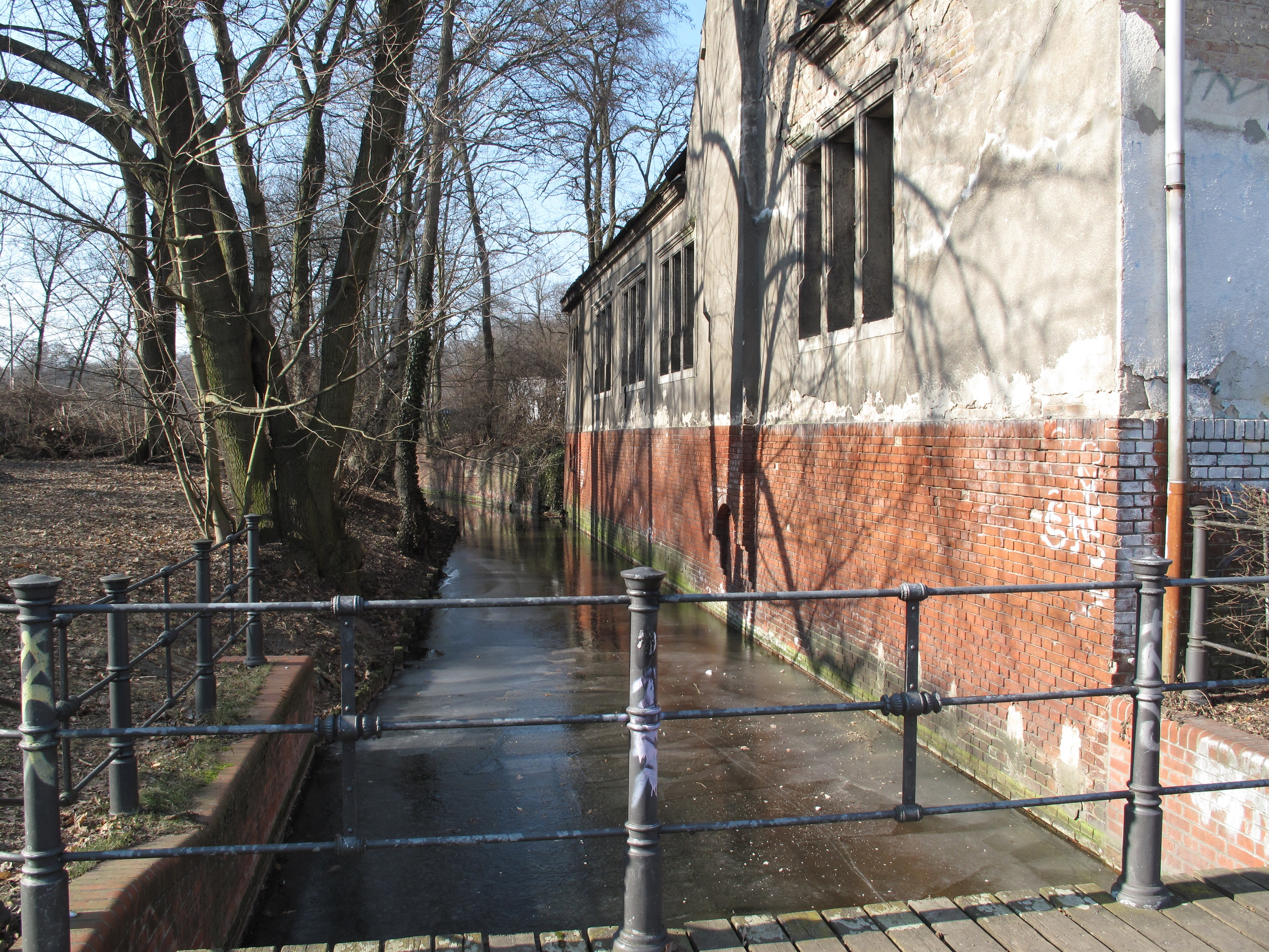
Kurz vor der Mündung in die Spree am Gasthaus Zenner